# Stanton Lacy
Stanton Lacy – wieś w Anglii, w hrabstwie Shropshire. Leży 34 km na południe od miasta Shrewsbury i 205 km na północny zachód od Londynu. Miejscowość liczy 328 mieszkańców.